# Metropolia Paderborn

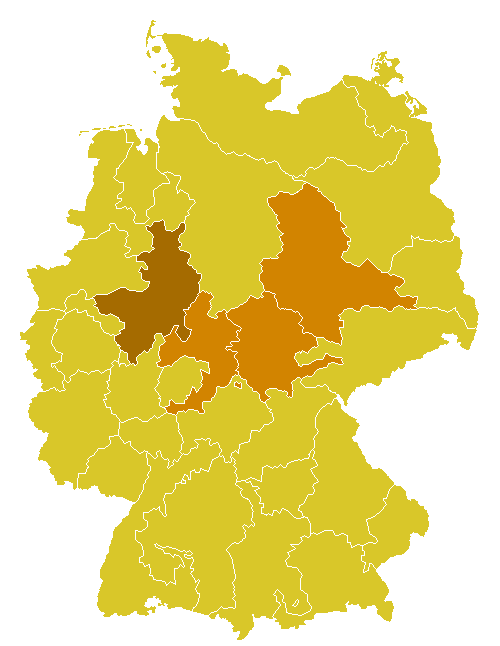
Metropolia Paderborn

Metropolia Paderborn (także Metropolia środkowoniemiecka) – jedna z 7 metropolii obrządku łacińskiego w niemieckim Kościele katolickim.

## Dane ogólne
- Powierzchnia: 62 309 km²
- Ludność: 11 357 859
  - Katolicy: 2 101 125
  - Udział procentowy: 18,5%
- Księża:
  - diecezjalni: 1238
  - zakonni: 155
- Zakonnicy: 283
- Siostry zakonne: 1612

Dane aktualne na 27 listopada 2024.

## Geografia
Metropolia Paderborn obejmuje swoim zasięgiem centralne landy Niemiec: Saksonię-Anhalt, Turyngię,  wschodnią część Nadrenii Północnej-Westfalii, północną Hesję, Badenię-Wirtembergię.

## Historia
Metropolia Paderborn powstała na przełomie 1929/1930. Została erygowana po podpisaniu konkordatu przez Prusy, na mocy bulli papieża  Piusa XI Pastorialis officii Nostri. Powoływała ona do życia metropolię Paderborn z 3 biskupstwami w: Paderborn, Fuldzie i Hildesheim.
Po II wojnie światowej metropolia została podzielona granicą państwową NRD-RFN, co oznaczało podział istniejących diecezji w Fuldzie i Hildesheim. Wobec utrudnionych kontaktów ze wschodnimi dekanatami tej prowincji kościelnej zdecydowano się powołać w latach 60. XX wieku dwie administratury apostolskie: generalny wikariat archidiecezji Paderborn w Magdeburgu i generalny wikariat diecezji Fuldy w Erfurcie.
8 lipca 1994 miała miejsce reforma podziału terytorialnego kościoła katolickiego w Niemczech, w wyniku której odłączono od metropolii Paderborn diecezję Hildesheim na rzecz nowo powstałej metropolii Hamburga. Erygowano także na jej obszarze nowe diecezje w Magdeburgu i Erfurcie.

## Podział administracyjny
1. Archidiecezja Paderborn
2. Diecezja Fuldy
3. Diecezja Erfurtu
4. Diecezja Magdeburga

## Metropolici
| L.p. | Imię i nazwisko             | Lata                                   | Informacje dodatkowe |
| ---- | --------------------------- | -------------------------------------- | -------------------- |
| 1    | Caspar Klein                | 13 sierpnia 1930 – 25 stycznia 1941    | arcybiskup           |
| 2    | Lorenz Jäger                | 19 października 1941 – 30 czerwca 1973 | kardynał             |
| 3    | Johannes Joachim Degenhardt | 4 kwietnia 1974 – 25 lipca 2002        | kardynał             |
| 4    | Hans-Josef Becker           | 3 lipca 2003 – 1 października 2022     | arcybiskup           |
| 5    | Udo Bentz                   | od 9 grudnia 2023                      | arcybiskup           |